# Albert Leffingwell
Pour les articles homonymes, voir Leffingwell.
Albert Leffingwell, né le 24 avril 1895 à Cambridge dans le Massachusetts aux États-Unis et mort en 1946 à New Haven dans le Connecticut, est un écrivain américain, auteur de roman policier. Il utilise les deux pseudonymes Dana  Chambers et Giles Jackson.

## Biographie
Il est le fils aîné du physicien Albert Leffingwell (en) et est diplômé de l'université Harvard en 1917. En 1916, il publie un livre de poésie Castles in Spain, puis en 1925, une monographie en mémoire de son frère cadet, Dana Jackson Leffingwell.
En 1939 paraît son premier roman Some Day I'll Kill You, signé Dana Chambers. Treize autres romans sont publiés jusqu'en 1947, signés principalement de ce même pseudonyme, mais également de son nom de naissance pour un titre et du pseudonyme Giles Jackson pour deux autres.
Pour Claude Mesplède Charmante Soirée (Witch's Moon), paru en 1941 sous la signature de Giles Jackson, « possède de forts accents browniens. La facilité avec laquelle les différents protagonistes ingèrent toutes sortes de boissons alcoolisées, le ton humoristique employé pour décrire leurs faits et gestes ainsi que les dialogues, enfin l'aura de fantastique, qui plane sur les événements de cette charmante soirée, font irrésistiblement penser à Fredric Brown ».

## Œuvre

### Poésie
- Castles in Spain (1916)

### Romans

#### Romans signés Dana Chambers
- Some Day I'll Kill You (1939)
- Too Like the Lightning (1939)
- She'll Be Dead by Morning (1940)
- The Blonde Died First (1941)
- The Frightened Man (1942)
- The Last Secret (1943)
- Darling, This is Death (1945) 
  - Mignonne, voici la mort, La Main rouge no 12 (1951)
- Death Against Venus (1946) 
  - La Mort contre Vénus, Éditions Diderot
- The Case of Caroline Animus (1946)
- Rope For An Ape (1947)

#### Romans signés Albert Leffingwell
- Nine Against New York (1941)

#### Romans signés Giles Jackson
- Witch's Moon (1941) 
  - Charmante Soirée, Série noire no 230 (1955)
- The Court of Shadows (1943)

### Autres ouvrages
- Dana Jackson Leffingwell (1925), biographie
- Toujours de l'avant (1928), ouvrage écrit en français sur une parfumerie parisienne

## Sources
- Claude Mesplède, Les Années "Série noire" : bibliographie critique d'une collection policière, vol. 1 : 1945-1959, Amiens, Editions Encrage, coll. « Travaux » (no 13), 1992 (ISBN 978-2-906-38934-2), p. 158.
- Claude Mesplède et Jean-Jacques Schleret, SN, voyage au bout de la Noire : inventaire de 732 auteurs et de leurs œuvres publiés en séries Noire et Blème : suivi d'une filmographie complète, Paris, Futuropolis, 1982 (OCLC 11972030), p. 204